# Triditarsula anomala
Triditarsula anomala är en spindeldjursart som beskrevs av Roewer 1933. Triditarsula anomala ingår i släktet Triditarsula och familjen Daesiidae. Inga underarter finns listade i Catalogue of Life.